# 终止密码子
在遗传密码中，终止密码子，或稱終止子，是信使RNA上的一个核苷酸三联体序列，代表翻译的终止。蛋白质是由特定氨基酸生成的多肽序列折叠而成。轉譯發生時，信使RNA中的大部分密码子被tRNA識別後，tRNA可添加一个额外的氨基酸到成长中的多肽链上，而终止密码子則通过被释放因子識別，给这个过程发出终止的信号，最终使核糖體的大小亚基解离、轉譯終止，並將合成的多肽链释出。
DNA序列的無義突變可能導致信使RNA上基因的編碼區中產生終止密碼子，而使該基因的轉譯提早結束，未產生完整、具有功能的多肽链，因此終止密碼子有時也被稱為無義密碼子（英語：nonsense codon）。

## 介绍
在通用密码子表中，有三种终止密码子
- RNA中：
  - UAG：琥珀密码子（amber codon）
  - UAA：赭石密码子（ochre codon）
  - UGA：蛋白石密码子（opal codon）
- DNA中：
  - TAG：琥珀密码子
  - TAA：赭石密码子
  - TGA：蛋白石密码子

在一個生物的基因組中，三種終止密碼子的分布不是隨機的，且可能與GC含量有關。例如大腸桿菌K-12型的基因組共有2705個UAA密碼子（佔63%）、1257個UGA密碼子（佔29%）與326個UAG密碼子（佔8%），GC含量較高的基因組UAA密碼子的比例可能相對較低，UGA密碼子的比例可能相對較高，而UAG密碼子的比例則不受太大影響。表現較旺盛的基因較常以UAA為終止密碼子，因為此密碼子可同時為釋放因子1與釋放因子2所識別，確保轉譯的正常終止，而UAG與UGA分別只能被釋放因子1與釋放因子2識別，這兩種密碼子的比例也受細胞中兩種釋放因子的表現量所影響。

## 歷史
歷史上三種终止密码子皆是於噬菌體突變株中發現的，终止密码子的突變造成噬菌體感染大腸桿菌的能力降低，或者只能感染特定血清型的大腸桿菌。UAG（琥珀密碼子）是首個被發現的終止密碼子，最早由理查德·愛潑斯坦（Richard Epstein）與查爾斯·斯坦伯格（Charles Steinberg）分離，並以他們的好友哈里斯·伯恩斯坦（Harris Bernstein）之姓命名，Bernstein在德文中即為琥珀之意。琥珀密碼子突變的噬菌體只能感染部分突變的大腸桿菌，例如tRNA突變而核糖體可以對UAG連讀（readthrough）者。UAA（赭石密码子）是第二個被發現的密碼子，其發現者刻意選用礦石的名稱命名，以與琥珀密碼子相對應，赭石密码子突變的噬菌體也只能感染部分突變的大腸桿菌。UGA（蛋白石密码子）則是最晚發現的密碼子。

## 隐藏终止
隐藏的終止子（hidden stop）是指平時正常，但若在翻译过程中发生了翻译框转移，使讀序框往前或往後移動一個鹼基，便會成為終止子的密碼子。有假說認為隐藏的終止子有助於避免細胞消耗資源轉譯框移突變下不具有功能的異常蛋白質，且避免這些蛋白質折疊異常而導致細胞毒性，此假說名為埋伏假說，由路易斯安那州立大學的研究團隊提出，認為隱藏的終止子是對生物有益，而被演化所選擇的，基因組中，隱藏的終止子比其他同義的密碼子更常出現，且在rRNA穩定度較低而較易產生框移突變的物種中，隱藏的終止子的比例更高。有研究分析更大規模的數據後認為此假說無法被證實，但亦有人進一步研究後認為在GC含量較低（即AT含量較高）的基因組中埋伏假說是成立的。

## 轉譯連讀
轉譯連讀（translational readthrough）又名轉譯通讀、密碼子抑制（stop codon suppression），是指轉譯進行時，終止密碼子未被釋放因子識別而終止轉譯，而是如其他密碼子般與tRNA結合而繼續轉譯的現象。已知tRNA的突變，或終止子周圍存在某些特定序列皆可以造成轉譯連讀。轉譯連讀在細菌與病毒中相當常見，但也出現在包含人類在內的真核生物中，並可能具有生理功能。例如人類蘋果酸脫氫酶的終止子便有4%的機會發生轉譯連讀。而轉譯連讀發生時，被加入合成中多肽链的氨基酸種類，則可能與終止子的種類相關，已知麩醯胺酸、酪氨酸與賴胺酸可能在UAA或UAG發生轉譯連讀時被加入多肽链，而半胱胺酸、色胺酸與精胺酸可能在UGA發生轉譯連讀時被加入多肽链。

## 編碼特殊氨基酸
UAG與UGA在某些情況下也可以編碼氨基酸。2007年，有研究發現UGA密碼子許多硒蛋白的信使RNA中有硒半胱氨酸插入序列的存在，可以使與該序列相鄰的UGA密碼子編碼硒半胱氨酸，而不作為終止密碼子，隨後也有研究發現某些情況下，另一終止密碼子UAG也可經由類似機制編碼吡咯赖氨酸。